# Tipula (Lindnerina) dershavini
Tipula (Lindnerina) dershavini is een tweevleugelige uit de familie langpootmuggen (Tipulidae). De soort komt voor in het Palearctisch gebied.